# Mussolet castany
El mussolet castany (Glaucidium capense castaneum; syn: Glaucidium castaneum) és un tàxon d'ocell de la família dels estrígids (Strigidae). Habita els boscos de Camerun, República Centreafricana, República del Congo, República Democràtica del Congo, Costa d'Ivori, Libèria i Uganda. El seu estat de conservació es considera de risc mínim.
Considerat amb freqüència una subespècie del (Glaucidium capense), alguns autors la consideren una espècie diferent, seguint König et Weick (2009)

## Taxonomia
Segons el Handook of the Birds of the World i la quarta versió de la BirdLife International Checklist of the birds of the world (Desembre 2019), aquest tàxon tindria la categoria d'espècie. Tanmateix, altres obres taxonòmiques, com la llista mundial d'ocells del Congrés Ornitològic Internacional (versió 13.1, gener 2023), el consideren encara una subespècie del mussolet del Cap (Glaucidium capense castaneum).